# Битва при Пултуске (1703)
Битва при Пултуске — сражение Великой Северной войны в ходе Польского похода Карла XII. Произошло 1 мая 1703 года (21 апреля 1703 года по шведскому календарю) близ Пултуска в Польше и окончилось победой шведской армии Карла XII над саксонскими войсками.

## Предыстория
После поражения при Клишове польский король и саксонский курфюрст Август II собрал новое саксонско-польское войско, которое к началу кампании 1703 года стало лагерем в районе севернее Варшавы: в Мальборке, Торне и Пултуске.
Шведский король Карл XII занимал зимние квартиры в районе Кракова, затем в марте 1703 года открыл кампанию, двинувшись в сторону Варшавы.

## Диспозиция
Саксонский корпус фельдмаршала А. Г. Штейнау (3500) сосредоточился в районе Пултуска.
В начале апреля шведская армия во главе с Карлом XII достигла Варшавы, навела понтонный мост в районе Новый Двур Мазовецкий и, отбросив саксонские посты, переправилась через р. Нарев. Однако из-за распутицы пехота и артиллерия отстали, и Карл XII сумел достичь Пултуска только одной кавалерией:
- драбанты А. Горна (2 эскадрона)
- кавалерийский полк Я. Спенса (10 эскадронов)
- драгунский полк Бухвальда[швед.] (6 эскадронов)
- Сконский драгунский полк в резерве (8 эскадронов)

## Ход сражения
На рассвете 1 мая (21 апреля по шведскому календарю) Карл XII, имея в своём распоряжении около 3000 человек, неожиданно напал на саксонский корпус.
Увидев основные силы шведской кавалерии перед собой, Штейнау попытался укрыться в городе, однако драгунский полк Бухвальда ворвался в город на плечах отступавших саксонцев. Вслед за ним в город ворвались основные силы шведской армии.
Саксонцы бежали из города по мосту через р. Нарев с другой стороны, однако преждевременный взрыв моста привёл к блокированию части саксонских войск и их капитуляции.
После восстановления моста шведская кавалерия продолжила преследование отступившей саксонской армии.

## Потери
По современным данным, потери шведов оставили всего 18 человек убитых и 40 раненых.
Саксонцы потеряли 200 убитых, 800 раненых и 600 пленных.